# Thymoites bradti
Thymoites bradti là một loài nhện trong họ Theridiidae.
Loài này thuộc chi Thymoites. Thymoites bradti được Herbert Walter Levi miêu tả năm 1959.